# 濱里周作
濱里 周作（はまざと しゅうさく、1985年12月28日 - ）は、日本の元ラグビー選手。

## プロフィール
- 沖縄県出身[1]。
- ポジションはウィング(WTB)、センター(CTB)。
- 身長 180cm、体重 85kg
- ニックネームはハマチャン。
- 九州代表に選ばれたことがある[2]。
- 兄の祐介と弟の耕平もラグビー選手[3]。

## 略歴
名護高校、やんばるクラブを経て、2007年、福岡サニックスブルース（現・宗像サニックスブルース）に加入。
2008年9月6日に行われたジャパンラグビートップリーグ第1節の日本IBMビッグブルー戦にて途中出場で公式戦初出場を果たす。
2020年、現役を引退した。